# Olympische Winterspiele 2014/Teilnehmer (Jamaika)
| Gelbes Symbol für Goldmedaillen mit stilisierten Olympischen Ringen | Graues Symbol für Silbermedaillen mit stilisierten Olympischen Ringen | Braundes Symbol für Bronzemedaillen mit stilisierten Olympischen Ringen |
| ------------------------------------------------------------------- | --------------------------------------------------------------------- | ----------------------------------------------------------------------- |
| —                                                                   | —                                                                     | —                                                                       |

Jamaika nahm an den Olympischen Winterspielen 2014 in Sotschi mit drei Sportlern teil.

## Teilnehmer nach Sportarten

### Bob
| Männer (Zweierbob) - Winston Watts (Pilot) - Marvin Dixon (Anschieber) 29. Platz |

Gemeldet war außerdem:
- Wayne Blackwood (Ersatz)[2]